# Baaj Adebule
Baaj Adebule (nacido el 25 de octubre de 1988) es un actor, modelo y cineasta nigeriano, nativo del Estado de Ogun en el suroeste de Nigeria.
Ha participado en distintos proyectos de Nollywood. Comenzó su carrera en la telenovela Tinsel de Mnet y apareció en películas y series de televisión como Hush, The Men's Club, Payday, Zena, Uncloaked, The Governor, The Missing, A Soldier's Story 1 & 2, Omo Wa, Beast Within y The Moles.

## Biografía
Adebule, cuyo nombre de nacimiento es Bandele Adetolu Adebule, nació en el Hospital Jalupon en Surulere, Lagos y pasó la mayor parte de su infancia en Maryland Lagos, donde asistió a la escuela primaria Seat of Wisdom y a la secundaria Caleb. Se mudó a Surulere luego del divorcio de sus padres en 2005. Es de ascendencia yoruba y nativo del área de gobierno local de Ijebu Ode, en el estado de Ogun. Su padre es ingeniero mecánico y su madre es contadora y empresaria. Es el menor de nueve hijos de varios matrimonios.
En 2005, comenzó a asistir a la Universidad Covenant en el Estado de Ogun para estudiar economía. Se graduó en 2009 y después se dedicó a las artes y los deportes. Trabajó en DSTV / GOTV durante casi dos años antes de renunciar para centrarse en la industria del entretenimiento.

## Carrera
Comenzó su carrera como actor y modelo en 2010 asistiendo a diversas audiciones y finalmente consiguió una pequeña participación en la telenovela Tinsel.
Con el apoyo de sus amigos y familiares, participó en el concurso Mr. Nigeria 2011, terminando en cuarto lugar. En 2012, comenzó a actuar y modelar a tiempo completo.
Posteriormente, fue elegido para varias series de televisión, como Secrets and Scandals, Happy Family, Shola Shobowale y Victor Olaotan.
En 2014, participó en películas y series de televisión como Four Crooks y Rookie, Deadline, Studio y Lekki Wives.
En 2015, debutó en la pantalla grande participando en la película de acción A Soldier's Story y Road to Yesterday. El mismo año, lanzó su productora House of Baaj Pictures. Su primera producción fue Seeing Betrayal, la cual escribió y dirigió y que resultó ganadora como mejor cortometraje de África 2015 en los Zafaa Global Awards.
Posteriormente, protagonizó Hush, interpretando a Adze, además de producciones como 5ive, The Governor, Uncloaked, The Missing, Payday y Battleground Showdown.

## Filmografía
| Año  | Nombre                   | Personaje         | Rol          | Producción   | Director               |
| 2012 | Tinsel                   | Javier            | Reparto      | Telenovela   | Mnet                   |
| 2012 | Secrets and Scandals     | Victor            | Protagonista | Serie        | Elvis Chuwks           |
| 2012 | Happy Family             | Chris             | Reparto      | Serie        | Elvis Chuwks           |
| 2013 | Four Crooks and A Rookie | Toba              | Reparto      | Película     | Eze Ugo Maduka         |
| 2013 | Two Sides of A Coin      | Hacker            | Reparto      | Serie        | –                      |
| 2014 | Deadline                 | David             | Protagonista | Serie        | Imoh Umoren            |
| 2014 | Studio                   | Young One         | Reparto      | Serie        | OLA                    |
| 2015 | Lekki Wives              | Director          | Reparto      | Serie        | Blessing Egbe          |
| 2015 | Seeing Betrayal          | Esposo            | Protagonista | Cortometraje | Baaj Adebule           |
| 2015 | A Soldier's Story        | Captain Dave      | Reparto      | Película     | Frankie Ogar           |
| 2015 | Road to Yesterday        | Empleado          | Reparto      | Película     | Ishaya Bako            |
| 2015 | Shuga                    | Bartender         | Reparto      | Serie        | Biyi Bamidele          |
| 2016 | Batteries Not Included   | Guy               | Protagonista | Cortometraje | OluYomi Ososanya       |
| 2016 | Hush                     | Adze              | Protagonista | Telenovela   | Vicor S. Tope O. & Pat |
| 2016 | The Governor             | Carl              | Reparto      | Serie        | Ema E.                 |
| 2016 | 5ive                     | Segun             | Protagonista | Serie        | OLA                    |
| 2017 | Uncloaked                | Thankgod          | Protagonista | Película     | Daniel Oriahi          |
| 2017 | The Missing              | Detective Lazarus | Protagonista | Película     | Seyi Babatope          |
| 2017 | Distraction              | Kevin             | Reparto      | Cortometraje | Deolu Owu              |
| 2017 | Stay                     | Femi              | Protagonista | Cortometraje | Ayomide Adeleke        |
| 2018 | The Undergrads           | Tunde             | Protagonista | SitCom       | Sade Dada              |
| 2018 | Armstrong                | Doctor            | Reparto      | Cortometraje | Maverick Películas     |
| 2018 | T.R.U.L.I.S              | Taiwo Mathews     | Protagonista | Serie        | 7 Serie                |
| 2018 | Payday                   | Paul              | Protagonista | Película     | Lawrence Cheta         |
| 2018 | 30 Minutes               | Johnbull/JB       | Reparto      | Serie        | 7 Serie                |
| 2018 | Requital                 | Esposo            | Protagonista | Cortometraje | Amaka Sandra           |
| 2018 | Bachelor's Party         | Abdul             | Protagonista | Película     | Seun Akinseloyin       |
| 2018 | Through the Fast Lane    | James             | Protagonista | Serie        | Abiodun Williams       |
| 2018 | Club                     | Tunde             | Reparto      | Película     | Imoh Umoren            |
| 2018 | BattleGround Showdown    | Adze Tsenogu      | Protagonista | Telenovela   | Yemi Filmboy Morafa    |
| 2018 | The Mens Club            | Louis             | Protagonista | Web Serie    | Tola Odunsi            |
| 2018 | 3 Bottles on aTable      | Segun             | Protagonista | Pilot        | Baaj Adebule           |
| 2019 | Wrong Con                | John              | Protagonista | Cortometraje | Charles Obiemere       |
| 2019 | Beast Within             | Stanley           | Protagonista | Película     | Daniel Oriahi          |
| 2019 | Zena                     | Loik              | Protagonista | Película     | Daniel Oriahi          |
| 2019 | Rust                     | Collins           | Reparto      | Película     | Eseosa Adanihuomwan    |
| 2019 | The Mens Club Season 2   | Louis             | Protagonista | Web Serie    | Tola Odunsi            |